# ملعب سانت إليا

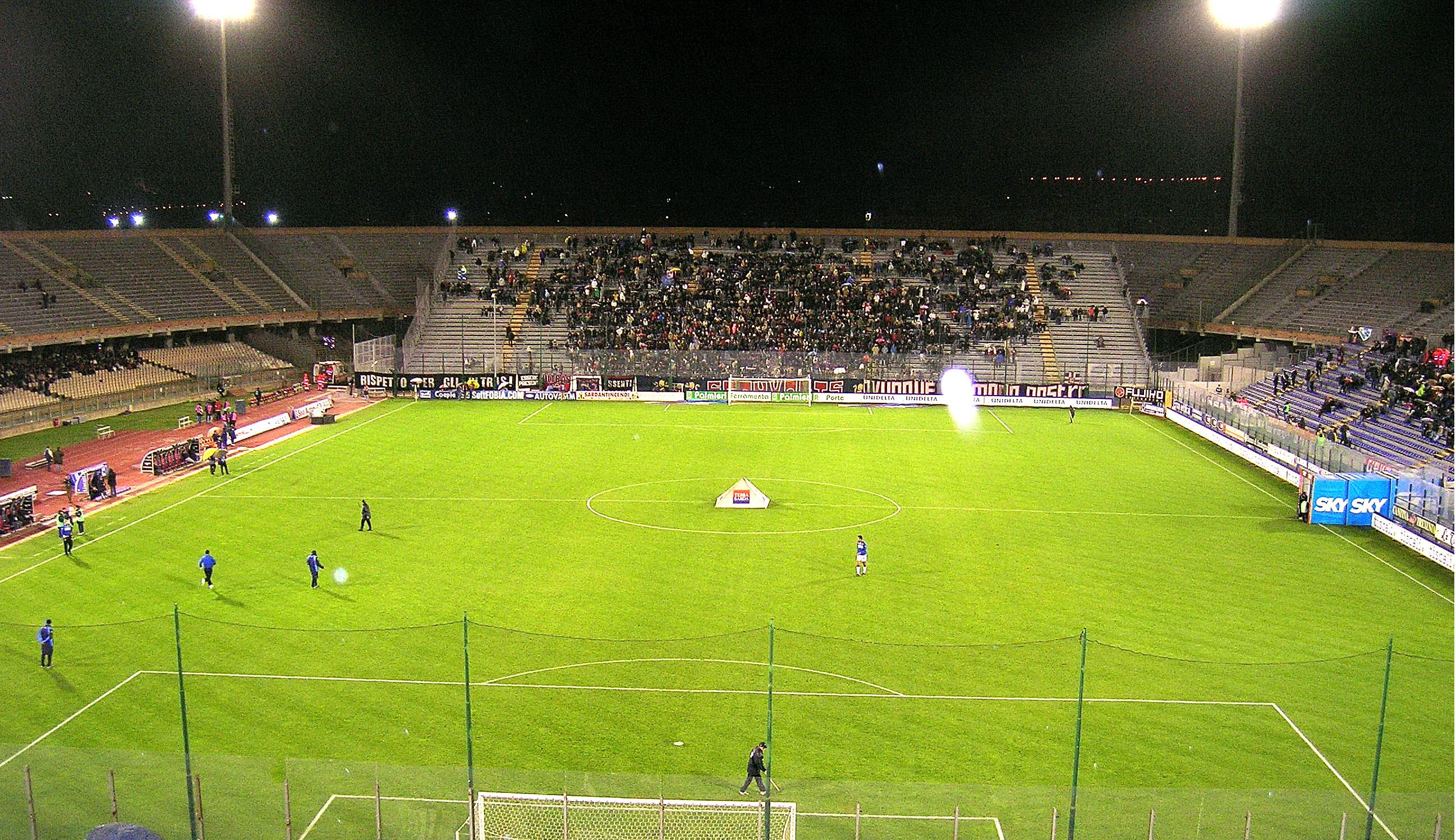

ملعب سانت إليا ملعب كرة قدم يقع في مدينة كالياري الإيطالية . يعتبر الملعب الرئيسي لمباريات نادي كالياري لغاية 2012 . تم افتتاحه في 1970 ويتسع لحضور 23486 متفرج .